# X (hypotetisk planet)
Planet X är en hypotetisk större planet i solsystemet, utanför Neptunus omloppsbana. Den allmänna uppfattningen bland astronomer är idag att en sådan planet inte existerar, men avvikande meningar förekommer. Hypotesen ledde fram till upptäckten av Pluto 1930.
Hypotesen har återupplivats på grund av anomalier i banorna hos en grupp transneptunska objekt, däribland Sedna. 2016 letar astronomer efter den hypotetiska planeten, som nu kallas Planet Nio.

## Begreppets ursprung
Begreppet planet X lanserades av den amerikanske amatörastronomen Percival Lowell som under åren 1905 till 1916 ledde sökandet efter denna himlakropp vid Lowellobservatoriet i Flagstaff, Arizona, USA. X:et i namnet betecknar okänd, men under perioden 1930–2006, då Pluto räknades som solsystemets nionde planet, kunde benämningen uppfattas som dubbeltydig eftersom den okända planeten skulle bli den tionde (X med romerska siffror).

## Bakgrund
Hypotesen om planet X var ett försök av Lowell att förklara förmodade avvikelser i gasjättarnas, särskilt Uranus och Neptunus, omloppsbanor. Ett halvt sekel tidigare hade en liknande hypotes, baserad på avvikelser i Uranus omloppsbana, lett fram till upptäckten av Neptunus 1846.

## Upptäckten av Pluto
I sitt sökande efter planet X upptäckte Lowellobservatoriet 1930 Pluto. Den nyupptäckta planeten verkade dock vara i minsta laget för att kunna ha den inverkan på Uranus och Neptunus omloppsbanor som Lowells hypotes om planeten X föreskrev. Under andra halvan av 1900-talet beräknades Plutos massa med allt större precision, vilket gjorde det allt tydligare att Pluto inte kunde vara den eftersökta planeten X. Det slutliga avgörandet kom 1978 då upptäckten av Plutos måne Charon medförde att Plutos massa kunde bestämmas med stor säkerhet. Den visade sig motsvara omkring 2 procent av jordens massa, vilket inte alls var tillräckligt för att vara orsak till den iakttagna störningen i gasjättarnas omloppsbanor.

## Hypotesens utgångspunkt kullkastas
Under slutet av 1900-talet stod det klart att den störning som astronomer tyckt sig se i gasjättarnas omloppsbanor inte existerade. Därmed kullkastades själva utgångspunkten för hypotesen om planeten X. Voyager-sondernas passage genom solsystemet under 1980-talet gjorde det möjligt att beräkna de yttre stora planeternas massor mer exakt, och när dessa nya data användes för att beräkna omloppsbanorna försvann de tidigare oförklarade oregelbundenheterna. Voyager-sondernas egna banor har inte heller visat på någon existens av någon större planet.

## Planet X-hypoteser i modern tappning
I kartläggningen av solsystemets yttre regioner har ett stort antal objekt upptäckts sedan millennieskiftet. Dvärgplaneten Eris och småplaneterna Sedna och Quaoar är några av de största och mest uppmärksammade. Då de största av dessa är ungefär av Plutos storleksordning har de inte särskilt mycket gemensamt med den massiva planet som beskrivs i hypotesen om planeten X. 
Även om det idag råder konsensus om att det inte finns någon planet X som stör Uranus och Neptunus i deras banor, har vissa forskare anfört att det trots allt kan finnas tunga, oupptäckta planeter längre ut i solsystemet. Enligt en teori skulle Kuiperbältets relativt tvära yttre avgränsning vid 55 AU vara orsakad av en planet med en storlek någonstans mellan jordens och Mars.
Enligt en annan teori, framförd 1999 av John Murray vid Open University, Storbritannien, och John Matese, Patrick Whitman och Daniel Whitmire vid University of Louisiana, USA, finns ett objekt minst så stort som Jupiter, möjligen en brun dvärg, i eller i närheten av Oorts kometmoln. Forskarna menar sig ha sett avvikelser i vissa kometers banor som tyder på detta.

## Planet X i fiktionen
Planeten X förekommer ofta i populärkulturen. 
I Godzillafilmen Invasion of Astro-Monster/Godzilla vs. Monster Zero från 1965 försöker utomjordingar från planeten X ta över jorden.
Författaren Zecharia Sitchin hävdar i boken Den tolfte planeten att vår civilisation härstammar från planeten X, varifrån människorna nedsteg vid en nära passage för tusentals år sedan. Detta anser han sig kunna utläsa ur den sumeriska mytologin, där planeten skulle kallas Nibiru.